# Fábio Brasil
Fábio da Silva Brasil, também conhecido como Fábio Brasil (Rio de Janeiro, 12 de maio de 1972) é um músico brasileiro. É baterista, produtor musical e apresentador de televisão, e atualmente toca na banda Detonautas Roque Clube, pela qual fez 2 turnês no Japão (2006 - 2010) e nos Estados Unidos (2005), além de ter gravado todos os discos da banda.

## Biografia
Nascido no Rio de Janeiro em maio de 1972 e apaixonado por discos e rádio das décadas de 70 e 80, começou a fazer aulas de bateria em 1984. Iniciou seus trabalhos tocando em bandas de baile na noite do Rio de Janeiro ao mesmo tempo em que tocava em bandas da cena underground carioca. Gravou discos com Jason, Piu Piu e sua banda, Verbase, Fogo no Curral, Os Nitroglicerinas, João Correa, Fanzine e Setembro. No final da década de 90, Fábio Brasil entrou para o Detonautas, quando gravaram o primeiro disco de forma independente comprado em seguida pela Warner Music, tornando sucesso músicas como "Outro Lugar", "Quando o Sol Se For" e "Olhos Certos". Pela WEA, foram lançados mais dois discos que alcançaram disco de ouro, e assim emplacaram novos sucessos como "O Dia Que Não Terminou", "O Amanhã", entre outras. Contratados pela Sony Music, foram lançados mais dois discos, O Retorno de Saturno, que foi indicado ao Grammy Latino em 2008 como Álbum de Rock do Ano, e Acústico Detonautas. Atualmente, Fábio continua tocando nos maiores festivais do Brasil, como Planeta Atlântida, João Rock, Ceará Music, Mada de Natal, além de tours por EUA e Japão. Em 2011, o Detonautas tocou no palco Mundo Rock in Rio e em 2013 no palco Sunset, fazendo um inesquecível tributo a Raul Seixas. Atualmente, o mais recente disco da banda é o álbum duplo A Saga Continua, que no momento está em turnê pelo Brasil. Fábio criou o estúdio Mobilia Space e em seguida o selo Mobilia Music, onde também trabalha como produtor e músico gravando discos com Celso Blues Boy, Stellabella, Setembro, Paradise e Os Adoráveis Sedutores, Tico Santa Cruz, O Rebu, entre outros.

## Principais Influências
- Stewart Copeland
- John Bonham
- Steve Gadd

## Mobília Space
"O Mobília é um sonho realizado. Idealizado durante 25 anos que não sabia se ia conseguir realizar um dia. É um estúdio de gravação onde produzo meus trabalhos, gravo com outras bandas, faço vídeos e produzo as bandas que querem gravar nele também - Fábio Brasil". 
Em 2018, o Mobília Space se transformou num programa de TV, através do canal por assinatura Music Box Brazil. Lá, ele recebe grandes nomes do rock nacional – como Landau, Deia Cassali, NDK e Rollando Stones – para sessions ao vivo, que fazem o telespectador se sentir dentro do estúdio, pertinho dos artistas. Além da música de excelente qualidade, o programa traz conversas incríveis sobre o fazer musical.

## Selo Mobília Music e Mobília Sessions
Selos digitais que contém grande catálogo de bandas independentes de todo o Brasil, também idealizado junto com o Mobília Space. Indo de A a Z, possui discos como Por Um Monte de Cerveja, de Celso Blues Boy, e os últimos do Detonautas Roque Clube: A Saga Continua, VI e Álbum Laranja.

## Discografia
Além de gravar todos os discos da banda Detonautas Roque Clube, Fábio Brasil contribuiu para as seguintes obras:
| Ano  | Artista                  | Álbum/Single                                 | Formato        |
| ---- | ------------------------ | -------------------------------------------- | -------------- |
| 1997 | Piu Piu & Sua Banda      | Antibiótico                                  | CD             |
| 2001 | Duodeno                  | Mandril                                      | CD             |
| 2002 | Jason                    | Eu, Tu, Dênis                                | CD             |
| 2002 | Verbase                  | A Felicidade Que Se Espera                   | CD             |
| 2011 | Celso Blues Boy          | Por Um Monte de Cerveja                      | CD             |
| 2012 | Carlos Café              | Bagagem Código Blues/Noite Fria              | CD             |
| 2013 | Low Class                | Low Class                                    | Single digital |
| 2014 | Stellabella              | Rock In Der Vene!                            | EP             |
| 2014 | Cláudio Paradise         | Música Para Desktop                          | CD digital     |
| 2014 | Paradise & Antiartista   | A Salvação do Rock                           | CD digital     |
| 2015 | Cláudio Paradise         | Disco de Novela                              | CD digital     |
| 2015 | Setembro                 | Quando Acena a Primavera                     | CD             |
| 2015 | Getúlio Suicida          | Getúlio Suicida                              | EP digital     |
| 2015 | Getúlio Suicida          | Pais, Países e Filhos Bastardos              | Single digital |
| 2015 | Os Nitroglicerinas       | Sessões de Porta Estúdio                     | EP digital     |
| 2015 | Los Fashion Weeks        | Los Fashion Weeks                            | EP digital     |
| 2015 | Tico Santa Cruz & O Rebu | Tributo a Celso Blues Boy                    | CD digital     |
| 2015 | Sylvinho Blau-Blau       | Desavergonhada                               | Single digital |
| 2016 | Getúlio Suicida          | Covil de Antas                               | Single digital |
| 2016 | FB National Dubs         | FB National Dubs                             | EP digital     |
| 2016 | Mento Y La Gente         | Mento Y La Gente                             | EP digital     |
| 2017 | Antiartista              | Antiartista & Banda dos Degenerados          | CD digital     |
| 2017 | Verbase                  | Febre de Primavera                           | EP digital     |
| 2017 | Fábio Brasil             | Covil de Pirata                              | Single digital |
| 2017 | Os Três                  | Os Três                                      | EP digital     |
| 2017 | Phil                     | Um Tempo Pra Pensar                          | Single digital |
| 2018 | Daniel Figueiredo        | Guitar Heroes - Radio Rock                   | Single digital |
| 2018 | Fanzine                  | Mobília Sessions                             | EP digital     |
| 2020 | Verbase                  | Eu Direi Apenas Coisas Que Você Quiser Ouvir | Single Digital |